# Elecciones legislativas de Ecuador de 1831
Las elecciones legislativas de Ecuador de 1831 determinaron quienes conformarían el primer Congreso Nacional del recién formado Estado del Ecuador.
La conformación del legislativo se realizó tras la 1.ª asamblea constituyente convocada por el presidente Juan José Flores para iniciar el funcionamiento del estado, teniendo la particularidad de mantener la organización política del territorio ecuatoriano dentro de la Gran Colombia.
Acorde a la normativa de la época, los legisladores eran electos por nominación libre de los electores, sin auspicio partidista o limitaciones por provincia, por lo que enn ocasiones un legislador era electo por varias provincias.

## Nómina de Representantes Provinciales
38 diputados provinciales
| Departamento              | Provincia    | Diputados                             |
| ------------------------- | ------------ | ------------------------------------- |
| Departamento del Cauca    | Chocó        | José Hilario López Valdez             |
| Departamento del Cauca    | Buenaventura | José Doroteo Armero García            |
| Departamento del Cauca    | Buenaventura | Fidel Quijano Valencia                |
| Departamento del Cauca    | Pasto        | José Félix Valdivieso y Valdivieso    |
| Departamento del Cauca    | Pasto        | Nicolás de Arteta y Calisto           |
| Departamento del Cauca    | Popayán      | José Cornelio Valencia Rebollán       |
| Departamento del Cauca    | Popayán      | Rafael Mosquera y Hurtado             |
| Departamento del Cauca    | Popayán      | Rafael Caicedo Cuero                  |
| Departamento del Cauca    | Popayán      | Ignacio Valenzuela Santos             |
| Departamento del Cauca    | Popayán      | Jerónimo López Martínez               |
| Departamento de Quito     | Chimborazo   | Ambrosio Dávalos Mancheno             |
| Departamento de Quito     | Chimborazo   | Pedro Manuel Quiñones Carrión         |
| Departamento de Quito     | Imbabura     | Manuel López Escobar                  |
| Departamento de Quito     | Pichincha    | José Modesto Larrea y Carrión         |
| Departamento de Quito     | Pichincha    | Manuel Matheu y Herrera               |
| Departamento de Quito     | Pichincha    | José Bernardo Arias Blanco            |
| Departamento de Quito     | Pichincha    | Salvador Ortega y Sotomayor           |
| Departamento de Quito     | Pichincha    | Pedro José de Arteta y Calisto        |
| Departamento de Azuay     | Cuenca       | José Peñafiel                         |
| Departamento de Azuay     | Cuenca       | Francisco Eugenio Tamariz y Gordillo  |
| Departamento de Azuay     | Cuenca       | Miguel Custodio Veintemilla Domínguez |
| Departamento de Azuay     | Cuenca       | Ignacio Ochoa Ochoa                   |
| Departamento de Azuay     | Cuenca       | Julián Álvarez Caballero              |
| Departamento de Azuay     | Cuenca       | Antonio Arteaga Rojas                 |
| Departamento de Azuay     | Loja         | José María Lequerica y Riofrío        |
| Departamento de Azuay     | Loja         | José María Riofrío y Valdivieso       |
| Departamento de Azuay     | Loja         | José Pío Escudero Carrión             |
| Departamento de Azuay     | Loja         | Miguel Burneo Valdivieso              |
| Departamento de Guayaquil | Guayaquil    | Manuel Antonio Luzarraga y Echezuría  |
| Departamento de Guayaquil | Guayaquil    | Diego Noboa y Arteta                  |
| Departamento de Guayaquil | Guayaquil    | Ángel Tola y Salcedo                  |
| Departamento de Guayaquil | Guayaquil    | Juan Ignacio de Pareja y Arteta       |
| Departamento de Guayaquil | Guayaquil    | José Letamendi Dávila                 |
| Departamento de Guayaquil | Guayaquil    | Juan Rodríguez Coello                 |
| Departamento de Guayaquil | Manabí       | Cayetano Cedeño Zevallos              |
| Departamento de Guayaquil | Manabí       | Manuel Ignacio García Moreno          |
| Departamento de Guayaquil | Manabí       | Cayetano Ramírez y Fita               |
| Departamento de Guayaquil | Manabí       | Pedro María Santisteban Noboa         |

Fuente: